# Marcus Edwards
Marcus Edwards (født 3. december 1998) er en engelsk professionel fodboldspiller, som spiller som winger for Premier League-klubben Burnley.

## Klubkarriere

### Tottenham Hotspur
Edwards blev del af Tottenham Hotspurs ungdomsakademi som otteårig, og skrev i august 2016 sin første professionelle kontrakt med klubben. Han fik sin professionelle debut den 21. september 2016 i en EFL Cup-kamp imod Gillingham.

#### Lejeaftaler
Edwards blev i januar 2018 udlejet til Norwich City for resten af 2017-18 sæsonen. Lejeaftalen var dog langt fra en succes, da han kun spillede en enkelt kamp for klubben, før han i april vendte tilbage til Tottenham.
Edwards blev igen udlejet i august 2018, denne gang til hollandske Excelsior.

### Vitória de Guimarães
Edwards skiftede i september 2019 til Vitória S.C. på en fast aftale. Han etablerede sig med det samme som en fast mand på holdet.

### Sporting CP
Edwards skiftede i januar 2022 til Sporting CP.

### Burnley
Edwards vendte i februar 2025 tilbage til England, da han skiftede til Burnley på en lejeaftale. Han var med til at sikre oprykning til Premier League i sæsonen, og klubben valgte i maj af samme år at gøre skiftet permanent.

## Landsholdskarriere
Edwards har repræsenteret England på flere ungdomsniveauer. Han var del af Englands U/19 trup, som vandt U/19-EM i 2017.

## Titler
Sporting CP
- Primeira Liga: 1 (2023-24)

England U/19
- U/19 Europamesterskabet: 1 (2017)

Individuelle
- U/17 Europamesterskabet Turneringens hold: 1 (2015)